# InterCargoExpress
Als InterCargoExpress wurde eine Zuggattung des Güterverkehrs  der Deutschen Bundesbahn (ab 1994: Deutsche Bahn) bezeichnet. Die Gattung ergänzte das bereits 1984 eingeführte System des InterCargo und wurde 1995 aus wirtschaftlichen Gründen eingestellt.

## Geschichte
Einen Tag nach der Einführung des ICE begann am 3. Juni 1991 mit dem InterCargoExpress auch der schnelle Güterverkehr mit Güterzügen. Der InterCargoExpress verband im Nachtsprung Hamburg mit München (Linie 1) und Bremerhaven mit Stuttgart (Linie 2). Neben Containern und Wechselbrücken wurde auch Stückgut transportiert.
Zunächst wurden vier Züge eingesetzt.
Die Züge durften unter Linienzugbeeinflussung bis zu 160 km/h fahren. Auf Streckenabschnitten mit induktiver Zugbeeinflussung und 1000 m Vorsignalabstand betrug die zulässige Höchstgeschwindigkeit 140 km/h. Da die Eisenbahn-Bau- und Betriebsordnung (EBO) ab Mai 1991 eine größte zulässige Geschwindigkeit für Güterzüge von 120 km/h vorsah, erforderte der Betrieb mit bis zu 160 km/h eine Ausnahmegenehmigung.
Die Transportzeiten auf den beiden Relationen verkürzten sich um mehr als zwei Stunden auf achteinhalb (Hamburg–München) bzw. siebeneinhalb Stunden (Bremen–Stuttgart). Bei Verladung bis nach 20 Uhr wurden die Transportgüter am Zielort vor 6 Uhr bereitgestellt.
1995 wurde der InterCargoExpress aus wirtschaftlichen Gründen wieder eingestellt. Die Containertragwagen werden seit 2000 für den Parcel InterCity der Post benutzt, während die Schiebewandwagen im gleichen Jahr ausgemustert wurden.

## Fahrzeuge
Bereits am 24. Oktober 1990 hatte die Bundesbahn dazu die ersten für 160 km/h ausgelegten Güterwagen übernommen. Für die bis zu 160 km/h schnellen Züge waren vorhandene zweiachsige Schiebewandwagen Hbillns 303 überarbeitet und vierachsige Containertragwagen mit neu entwickelten Drehgestellen der Firma Talbot ausgerüstet worden. Als Lokomotiven wurden Maschinen der Baureihe 120 verwendet. Die Containertragwagen wurden von der Kombiwaggon GmbH, an der die Deutsche Bundesbahn beteiligt war, entwickelt und beschafft. Die zweiachsigen Schiebewandwagen liefen als DB-Wagen.

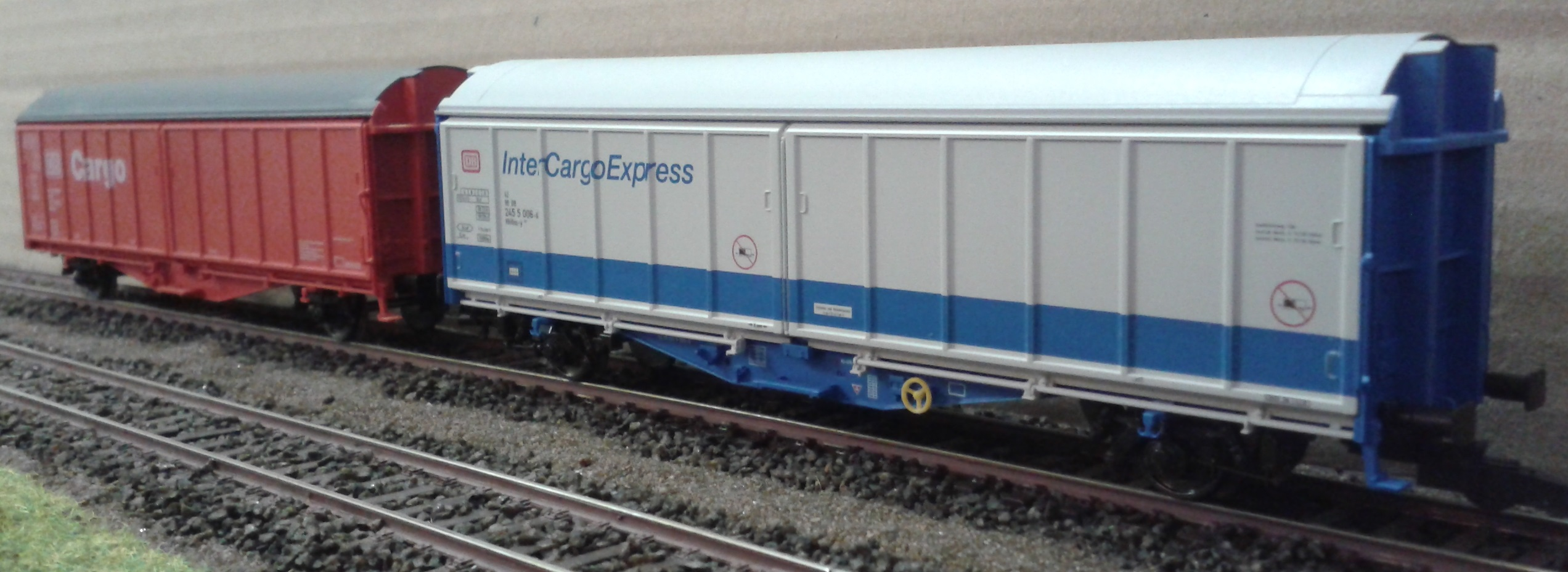
Modell eines Schiebewandwagens der Baureihe Hbillss-y ^{307} der Deutschen Bundesbahn für den InterCargoExpress (Fleischmann Artikelnr. 5370), im Hintergrund die Ursprungsversion Hbillns ^{303} (Fleischmann)

Bis 2. Juni 1991 sollten 90 schnelle vierachsige Tragwagen Sgss-y 703 (50 t Nutzlast) für Container und Wechselbehälter sowie 13 zweiachsige Schiebewandwagen Hbillss-y 307 (12,3 m Ladelänge, 18,5 t Nutzlast) für Kleinguttransport zur Verfügung stehen (Planungsstand: 1990). Die Beschaffungskosten lagen bei rund 25 Mio. D-Mark, rund 10 Mio. D-Mark mehr als für konventionelle Güterwagen. Aufgrund ihrer hohen Geschwindigkeit wurde eine jährliche Laufleistung von 200.000 km (doppelt so viele Kilometer wie bei konventionellen Güterwagen) und damit eine besonders hohe Wirtschaftlichkeit angestrebt.
Auch die Bremsanlagen wurden an die hohen Geschwindigkeiten angepasst. So kamen je Radsatz drei Wellenbremsscheiben statt Klotzbremsen zum Einsatz, dazu eine elektropneumatische Bremssteuerung sowie Gleitschutz.
Das zulässige Gesamtgewicht lag bei 1.000 t, bei einer Nutzlast von bis zu 600 t.
Am 19. März 1991 hat die Bundesbahn den Geschwindigkeitsweltrekord für zweiachsige Güterwagen von bisher 200 auf 213 km/h gebracht zwischen Hannover-Langenhagen und Celle im Rahmen der Erprobung der neuen Wagen für die 160 km/h schnellen InterCargoExpress-Güterzüge.